# جزر كاريماتا

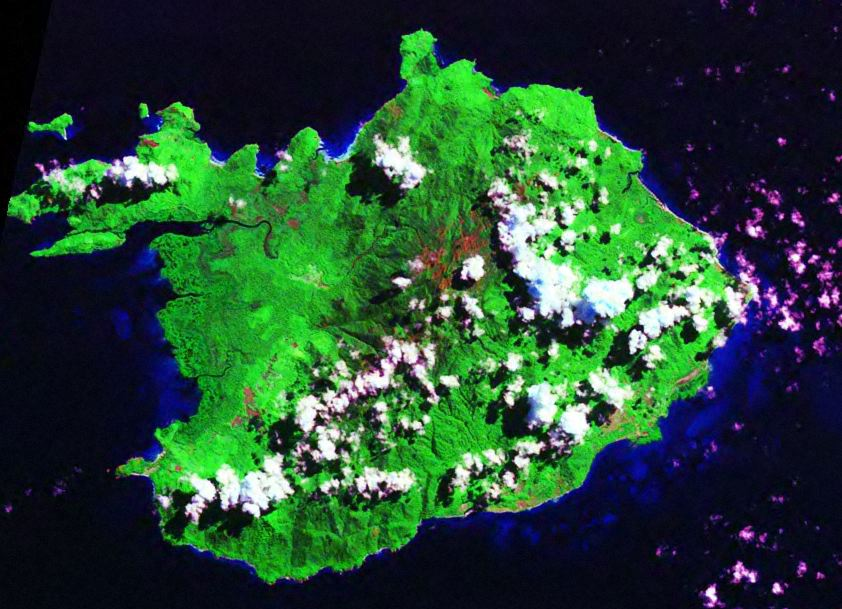
جزيرة كاريماتا

جزر كاريماتا هي سلسلة من الجزر الصغيرة قبالة الساحل الغربي لجزيرة بورنيو الإندونيسية، وأكبرها هي جزيرة كاريماتا والتي يبلغ عرضها نحو 20 كلم (من الشرق إلى الغرب).

## التنوع البيئي
جزر كاريماتا فيها تنوع بيئي واسع، مكون من أشجار المنغروف الاستوائية والغابات المطيرة في المناطق المنخفضة إلى منطقة شروبلاند الجبلية حيث قمة الجبل التي ترتفع 1000 متر. ويتكون الجبل من الجرانيت. ومن أبرز طيور الجزيرة هو الطائر السمامة الكهفي، ولكن أعداده قد انخفضت مؤخرا بسبب صيده لأكله.

## السكان
تقع عدد من القرى الصغيرة على الساحل، وأكبرها بادانغ، على الطرف الشرقي من الجزيرة. والجزيرة معروفة من قبل سكان الساحل الغربي لجزيرة بورنيو كونها تتبع مقاطعة كالمنتان الغربية كما تشتهر الجزيرة بكون لدينا مشكلة خطيرة هي الملاريا.

## تاريخ الجزيرة
زار الرحالة الهولنديين الجزيرة عددا من المرات، منها اثنين على الأقل قام بها علماء البيولوجيا مؤخراً. وتصنف الجزيرة كمحمية طبيعية من قبل الحكومة الإندونيسية، ولكن لم يكن هناك تطوير الجزر. هناك شائعات عن خطط لتطورات سياحية كبيرة.